# Ronco Canavese
Ronco Canavese (arpità Ronc, piemontès Ronch Canavèis) és un municipi italià, situat a la ciutat metropolitana de Torí, a la regió del Piemont. L'any 2007 tenia 377 habitants. Està situat a la Vall Soana, una de les Valls arpitanes del Piemont. Limita amb els municipis de Cogne (Vall d'Aosta), Ingria, Locana, Pont-Canavese, Ribordone, Sparone, Traversella i Valprato Soana.

## Administració
| Període | Identitat       | Partit        |
| ------- | --------------- | ------------- |
| 2006-   | Danilo Crosasso | Llista cívica |